# Ixodes loveridgei
Ixodes loveridgei  (лат.) — вид клещей рода Ixodes из семейства Ixodidae. Африка. Паразитируют на млекопитающих: среди хозяев хомяковидная крыса (Cricetomys gambianus). Вид был впервые описан в 1958 году английским энтомологом Доном Артуром (Don Ramsay Arthur, King’s College, University of London).

## Распространение
Африка: Малави.